# Miliusa vidalii
Miliusa vidalii är en kirimojaväxtart som beskrevs av James Sinclair.
Miliusa vidalii ingår i släktet Miliusa och familjen kirimojaväxter. Inga underarter finns listade i Catalogue of Life.